# Крестобинцев, Николай Петрович
Николай Петрович Крестобинцев (22 июня 1970) — советский и российский футболист, играл на позициях защитника и полузащитника.

## Карьера
Воспитанник СДЮСШОР-4 (Волжский). В 1988 году играл за клуб КФК «МЦОП-Волгоградец». Профессиональную карьеру начал в 1989 году в волжском клубе «Торпедо». В следующем году играл за любительский клуб «Прогресс» Черняховск. С 1991 по 1992 годы играл за смоленскую «Искру». В 1993 году перешёл в «Асмарал», за который в высшей лиге дебютировал 7 марта 1993 года в выездном матче 1-го тура против владикавказского «Спартака», проведя полный матч. В 1996 году перебрался в «Ладу» Димитровград. Профессиональную карьеру завершил в 1997 году в волжском «Торпедо». После окончания футбольной карьеры работал президентом волжской городской общественной организации «Спортивный клуб „Арсенал“».